# Googleplex

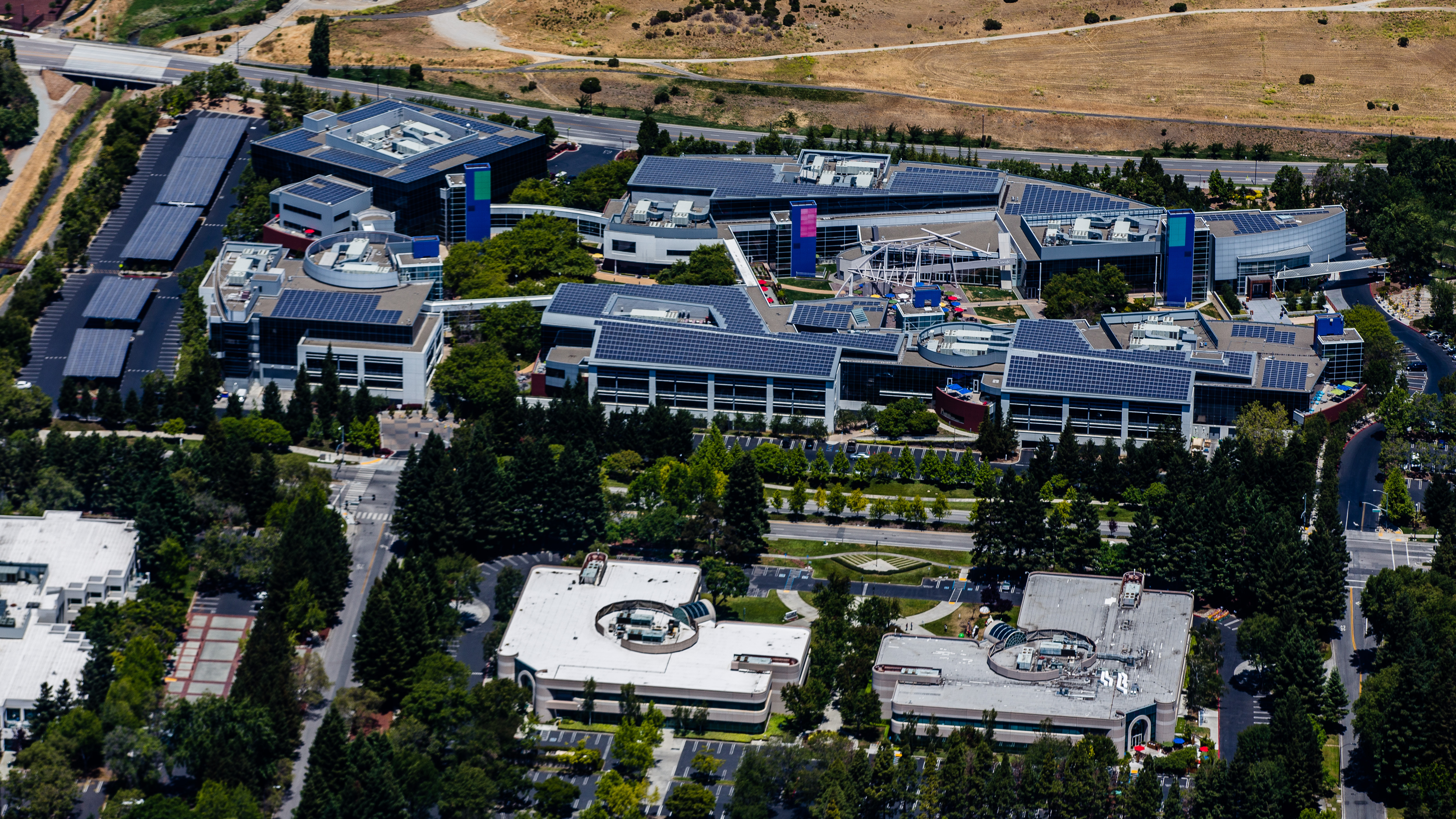
Googleplex全貌

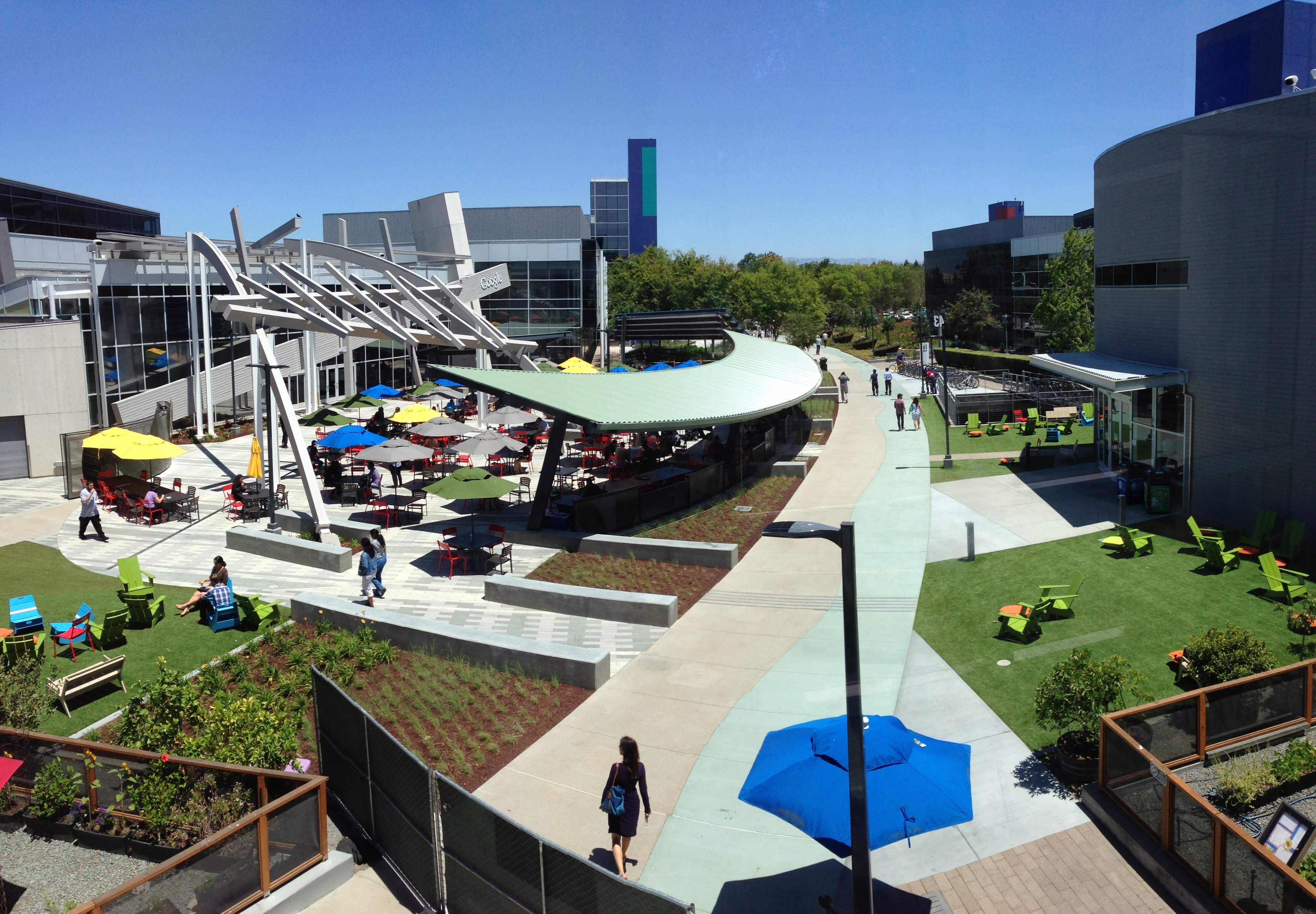
Googleplex庭院

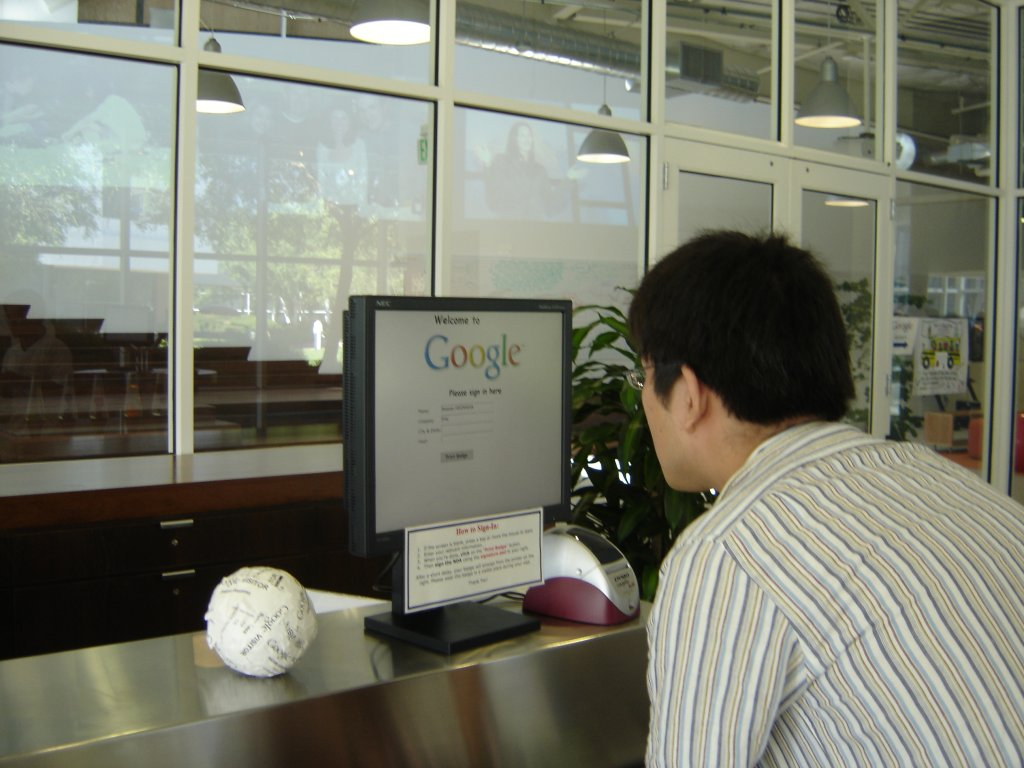
一訪客正在Google公司的總部Googleplex替自己製作訪客名牌及簽署電子同意書。

Googleplex是Google及其母公司Alphabet的總部所在地，位于美国加州圣克拉拉县的山景城圓形劇場園道（Amphitheatre Parkway）1600號。建築樓板面積2,000,000平方英尺，在Google的營業據點中次於紐約曼哈頓的第八大道111號。
“Googleplex”来源于英文单词“googolplex”（古戈爾普勒克斯），而「Google」转变于单词“googol”（古戈爾）。
古戈爾普勒克斯指的是1010100，即1後面有古戈爾个0的自然数。

## 位置
Googleplex位于加州山景城北部的查尔斯路，露天剧场百汇和海岸大道之间，靠近海岸公园的湿地。员工居住在旧金山或东海湾，由带有Wi-Fi功能的谷歌补贴汽车接送往返工作，汽车以由美国生产和加工的生物柴油作燃料。
Googleplex的周围有阿尔扎广场，西面有Mozilla基金会，北面是海岸剧场，西北是Intuit公司和世纪剧院，以及微软公司的硅谷研究所，而计算机历史博物馆在南方，莫菲特场位于附近东部。

## 其他意思
Googleplex，也是道格拉斯·亚当斯（Douglas Adams）所著的一书中的超级电脑（并非沉思）的缩写名：
"And are you not," said Fook leaning anxiously forward, "a greater analyst than the Googleplex Star Thinker in the Seventh Galaxy of Light and Ingenuity which can calculate the trajectory of every single dust particle throughout a five-week Dangrabad Beta sand blizzard?"
参考译文：
“难道你不是，”福克（对沉思）说，一边紧张地前倾着身体，“比‘Googleplex星际思想者’——那台能够计算出丹格拉班德贝塔星上一场持续5个星期的沙尘暴中每一颗单独的沙尘的运行轨迹的电脑——更强大的分析家吗？”